# Hissfjällmask
Hissfjällmask (Bylgides sarsi) är en ringmaskart som först beskrevs av Kinberg in Malmgren 1866. Hissfjällmasken ingår i släktet Bylgides och familjen Polynoidae.
Hissfjällmasken kan bli upp till 2 centimeter. Den har en tillplattad kropp med 14-15 par skivformade fjäll på ryggsidan. Masken lever främst på djupare mjuka bottnar och är ett rovdjur. Den äter andra mindre bottenlevande djur, framförallt vitmärlor. Fjällmasken varierar i antal beroende på tillgången på bytesdjur. Den kan simma långa sträckor och har långlivade larver som driver med vattenströmmar. Det gör att den snabbt kan kolonisera ett område där mycket bytesdjur har etablerat sig. Larverna hittar man främst under vår och sommar och djuret blir upp till två år gammalt. Fjällmasken är relativt tålig mot låga syrehalter i bottenvattnet. Den är ett vanligt bytesdjur för fiskar.
Arten är reproducerande i Sverige. Fjällmasken finns på djupa, mjuka bottnar på västkusten och i Östersjön upp till Bottenhavet.
Inga underarter finns listade i Catalogue of Life.